# Coniopteryx brasiliensis
Coniopteryx brasiliensis är en insektsart som beskrevs av Meinander 1983. Coniopteryx brasiliensis ingår i släktet Coniopteryx och familjen vaxsländor. Inga underarter finns listade i Catalogue of Life.